# Stati himalayani

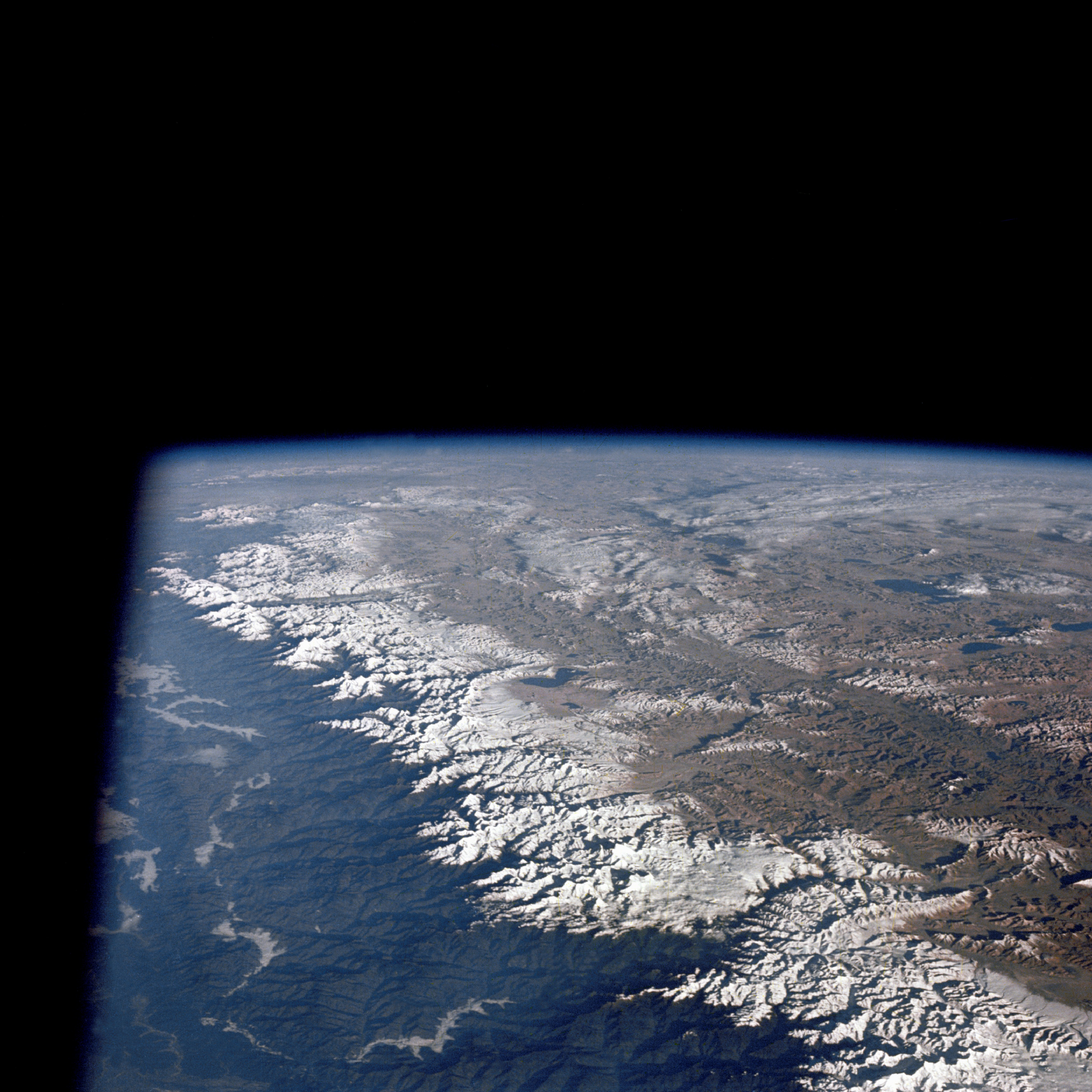
Stati himalayani:
NPL
BTN
IND
PAK
CHN
MMR

Gli Stati himalayani sono un gruppo di Stati che si estendono sulla catena montuosa dell'Himalaya, in Asia. L'area è divisa tra Himalaya occidentale e Himalaya orientale; due Stati sovrani, Nepal e Bhutan, si trovano quasi interamente all'interno della catena montuosa. La catena copre anche la parte meridionale della Regione Autonoma del Tibet in Cina, la regione indiana himalayana dell'India settentrionale e India nordorientale, oltre al Pakistan settentrionale.
Gli abitanti di questa regione sono principalmente discendenti indoari o tibeto-birmani, mentre le principali religioni sono il buddismo e l'induismo.
Alcuni dei maggiori fiumi trans-nazionali del mondo si originano sull'Himalaya, come l'Indo, il Gange, il Brahmaputra e l'Irrawaddy.